# Hangya boy
A Hangya boy (eredeti cím: The Ant Bully) 2006-ban bemutatott amerikai 3D-s számítógépes animációs fantasy kalandfilm, amelyet John A. Davis rendezett és írt.
A producerei Tom Hanks, Gary Goetzman és John A. Davis. A film zeneszerzője John Debney. A film gyártója a Legendary Pictures, a Playtone és a DNA Productions, forgalmazója a Warner Bros. Pictures.
Amerikában 2006. július 28-án, Magyarországon 2006. szeptember 21-én mutatták be a mozikban.

## Szereplők
| Szereplő        | Eredeti hang      | Magyar hang    |
| --------------- | ----------------- | -------------- |
| Lucas Nickle    | Zach Tyler Eisen  | Penke Bence    |
| Hova            | Julia Roberts     | Spilák Klára   |
| Zoc             | Nicolas Cage      | Józsa Imre     |
| A királynő      | Meryl Streep      | Vándor Éva     |
| Stan Beals      | Paul Giamatti     | Besenczi Árpád |
| Kreela          | Regina King       | Kéri Kitty     |
| Fugax           | Bruce Campbell    | Forgács Péter  |
| Nagymama        | Lily Tomlin       | Kassai Ilona   |
| Doreen Nickle   | Cheri Oteri       | Kiss Erika     |
| Fred Nickle     | Larry Miller      | Hajdu Steve    |
| Tiffany Nickle  | Allison Mack      | Molnár Ilona   |
| A Tanács elnöke | Ricardo Montalbán | Gruber Hugó    |
| Steve           | Myles Jeffrey     | Jelinek Márk   |
| Nicky           | Jake T. Austin    | Morvay Bence   |
| Fekete bogár    | Rob Paulsen       | Bolba Tamás    |
| Szentjánosbogár | S. Scott Bullock  | Bácskai János  |
| Légy            | Mark DeCarlo      | Pálfai Péter   |
| Brett           | Paul Greenberg    | Molnár Levente |